# ناحیه پاکپتن
ناحیه پاکپتن (به انگلیسی: Pakpattan District) یکی از ناحیه‌های پاکستان در پاکستان است که در پنجاب واقع شده‌است. ناحیه پاکپتن ۱٬۸۲۳٬۶۸۷ نفر جمعیت دارد.